# تالیکوا کلنسی
تالیکوا کلنسی (انگلیسی: Taliqua Clancy؛ زادهٔ ۲۵ ژوئن ۱۹۹۲) بازیکن والیبال ساحلی اهل استرالیا است.